# (11212) Tebbutt
(11212) Tebbutt  es un asteroide perteneciente al cinturón de asteroides, descubierto el 18 de abril de 1999 por Frank B. Zoltowski desde el Observatorio de Woomera, en Australia.

## Designación y nombre
Tebbutt se designó inicialmente como 1999 HS.
Más adelante fue nombrado en honor al astrónomo australiano  John Tebbutt (1834-1916).

## Características orbitales
Tebbutt orbita a una distancia media del Sol de 2,2796 ua, pudiendo acercarse hasta 1,9744 ua y alejarse hasta 2,5848 ua. Tiene una excentricidad de 0,1338 y una inclinación orbital de 3,1265° grados. Emplea en completar una órbita alrededor del Sol 1257 días.

## Características físicas
Su magnitud absoluta es 14,8. Tiene 3,283 km de diámetro. Su albedo se estima en 0,237.